# Granat F-1

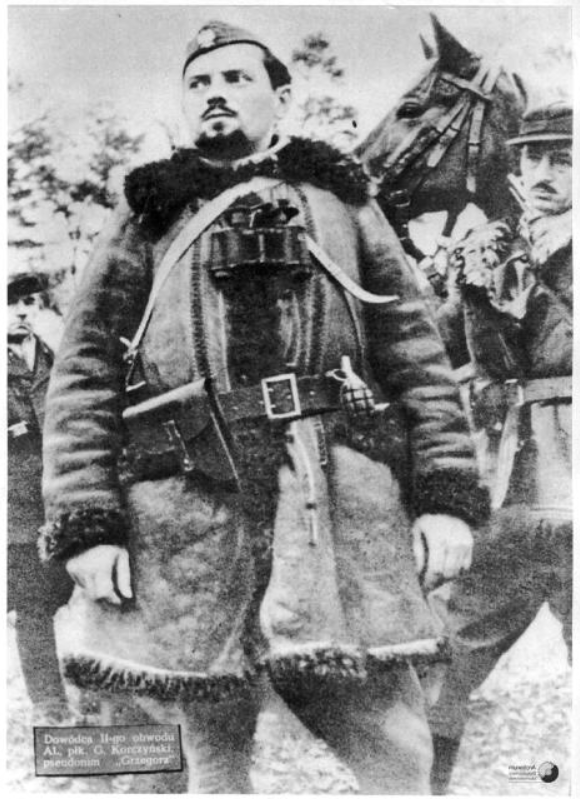
Granat obronny F-1 u pasa jednego z bardziej znanych dowódców GL i AL Grzegorza Korczyńskiego

Granat F-1 (ros. Граната Ф-1) – radziecki ręczny granat obronny.

## Historia konstrukcji
Radziecki granat ręczny F-1 był kopią francuskiego granatu o tej samej nazwie, używanego podczas I wojny światowej. Był to typowy granat obronny wzorowany na brytyjskim granacie No. 5 (bomba Millsa).
Tego rodzaju granaty miały powierzchnię korpusu naciętą podłużnymi i poprzecznymi rowkami. Ułatwiały one fragmentację granatu na odłamki, których liczba dochodziła do 1000. Duże odłamki mają bardzo duży zasięg (sięgający 200 metrów) i stanowią zagrożenie dla rzucającego.
Granat F-1 był używany przez Armię Czerwoną w czasie II wojny światowej od 1941 i Polskie Siły Zbrojne sformowane w ZSRR, a po jej zakończeniu stał się podstawowym granatem obronnym armii Układu Warszawskiego.
Od 1947 granat F-1 był produkowany także w Polsce Ludowej. Od początku lat 90. XX wieku zastępuje go polski granat RGO-88.

## Opis konstrukcji
F-1 jest granatem obronnym, którego głównym elementem jest żeliwna skorupa, wewnątrz której znajduje się materiał wybuchowy (trotyl). Zewnętrzna powierzchnia posiada nacięcia, mające wymusić fragmentację. W górnej części znajduje się otwór gwintowany, w który jest wkręcony zapalnik UZRGM (Uniwersalny Zapalnik Ręcznych Granatów – Modernizowany). Zapalnik ten jest uzbrajany w chwili rzutu.